# 시마시
시마시(일본어: 志摩市)는 일본 미에현의 시마반도 남부에 있는 시이다. 시마군의 5개 정(하마지마정, 다이오정, 시마정, 아고정, 이소베정)이 2004년 10월 1일에 합병해 탄생했다.

## 지리
시 전체가 시마반도에 속하고 북쪽에서 서쪽으로는 도바시, 이세시, 미나미이세정과 접하는 육지이고 동쪽에서 남쪽으로는 태평양과 접한다.
해안은 복잡한 리아스식 해안이고 중앙에 아고만, 북동쪽은 도바시와 함께 둘러싸는 마토야만이 있다. 물결이 온화한 내해와 쿠로시오 해류에 침식된 외해 해식애의 광경은 대조적이다. 시마시는 전역이 이세시마 국립공원에 포함되지만 다른 국립공원과 달리 대부분이 민간 소유지이다.
아고만 내에 가시코지마섬과 마사키섬, 마토야만 내에 와타카노섬 등 3개의 유인도가 있다.

## 역사
옛 율령국으로는 도바시 지역과 함께 시마국으로 불린 지역이고 메이지 시대 이후에도 오랫동안 시마군으로 계속되어 왔다. 2004년 10월 1일에 하마지마정·다이오정·시마정·아고정·이소베정 등 시마군을 구성한 5개 정이 합병해 탄생했다.

### 관광
긴키 지방의 유수한 관광지로 유명하다. 긴키 닛폰 철도의 특급열차가 오사카시나 교토시, 나고야시와 연결된다. 아고만과 마토야만 주변, 오촌이 있는 하마지마 지구에서는 대형 호텔이 영업하고 있다. 또한 골프장이나 테마파크, 해수욕장도 있다.

## 교통

### 철도
- 긴키 닛폰 철도 시마선
  - (← 도바시 시라키역) - 고치역 - 구쓰카케역 - 가미노고역 - 시마이소베역 - 아나가와역 - 시마요코야마역 - 우가타역 - 시마신메이역 - 가시코지마역

### 버스
미에교통이 이세시나 도바시, 미나미이세정과 연결한다. 또한 시내 각지도 연결하고 있다.

### 도로
- 국도 제167호선
- 국도 제260호선 (일본)(일본어판)

## 인구
| 연도 | 인구   | ±%     |
| ---- | ------ | ------ |
| 1950 | 65,444 | —      |
| 1960 | 65,266 | −0.3%  |
| 1970 | 62,032 | −5.0%  |
| 1980 | 63,065 | +1.7%  |
| 1990 | 62,877 | −0.3%  |
| 2000 | 61,628 | −2.0%  |
| 2010 | 54,694 | −11.3% |
| 2020 | 46,057 | −15.8% |